# Palla foul

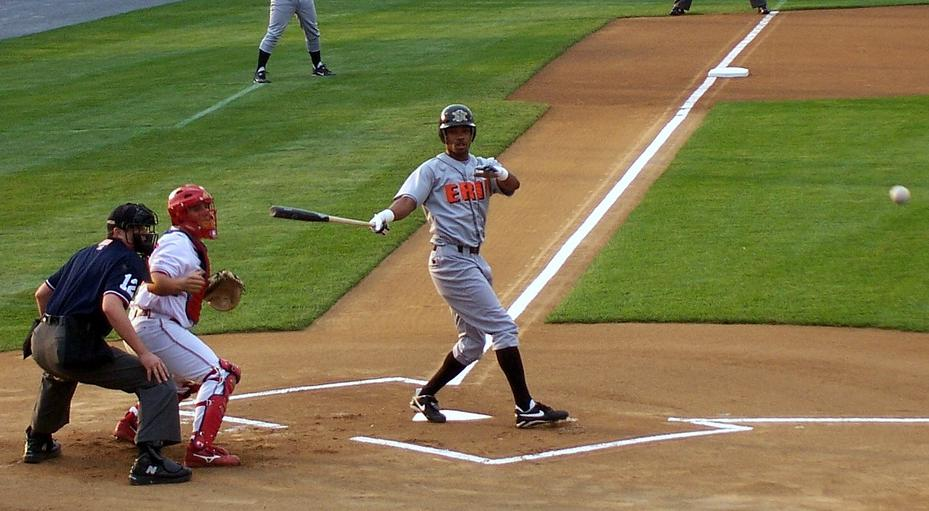
Nook Logan, degli Erie SeaWolves, colpisce una palla foul durante una partita contro i Reading Phillies, 2 luglio 2006.

Nel baseball, una palla foul è una pallina che, dopo una battuta:
- si ferma in zona di foul tra casa base e la prima base oppure tra casa base e la terza base;
- cade in campo e, dopo un rimbalzo o rotolando, arriva nella zona di foul tra casa base e la prima base o tra casa base e la terza base;
- tocca terra per la prima volta in zona di foul oltre la prima base oppure oltre la terza base;
- mentre si trova o sorvola la zona di foul, tocca un arbitro o un giocatore o un qualsiasi oggetto che non faccia parte del campo.

Una palla che sorvoli la zona di foul (senza mai toccare terra) va giudicata secondo la posizione della palla e della linea di foul o dei pali di foul e non in base alla posizione del giocatore che tocca la palla.

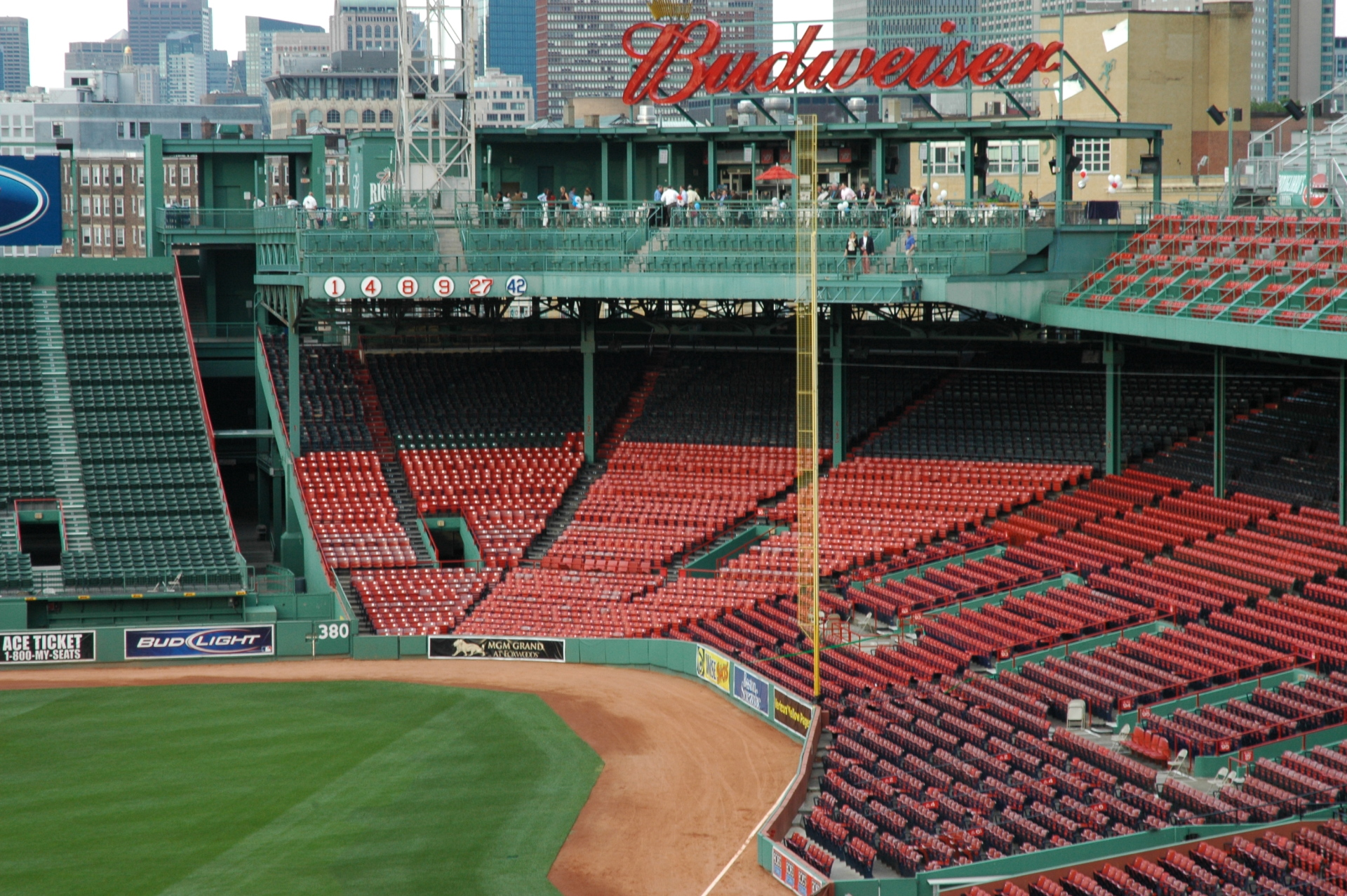
Il Pesky's Pole, palo di foul destro del Fenway Park di Boston

La zona di foul o territorio di foul è l'area del campo che si trova al di là delle linee di foul; le linee di foul e i pali di foul non fanno parte della zona di foul.
In generale, quando una palla battuta viene giudicata palla foul, i corridori devono tornare alla base su cui erano prima del lancio e non possono essere eliminati e il battitore deve tornare a casa base per continuare il proprio turno in battuta. Al battitore viene segnato uno strike, a meno che non abbia già due strike segnati; tuttavia, se la battuta che ha causato la palla foul era un bunt, il battitore viene eliminato per strikeout. Per le statistiche del battitore ogni palla foul viene contata come strike.
Se un giocatore della squadra difensiva prende la palla che sorvola la zona di foul al volo, il battitore viene eliminato.
Una palla foul è differente da una sprizzata foul (foul tip), ovvero quando la palla tocca la mazza e finisce direttamente nel guantone del ricevitore. In questo caso, viene segnato uno strike e i corridori possono tentare di rubare le basi.

## Regole in stadi coperti

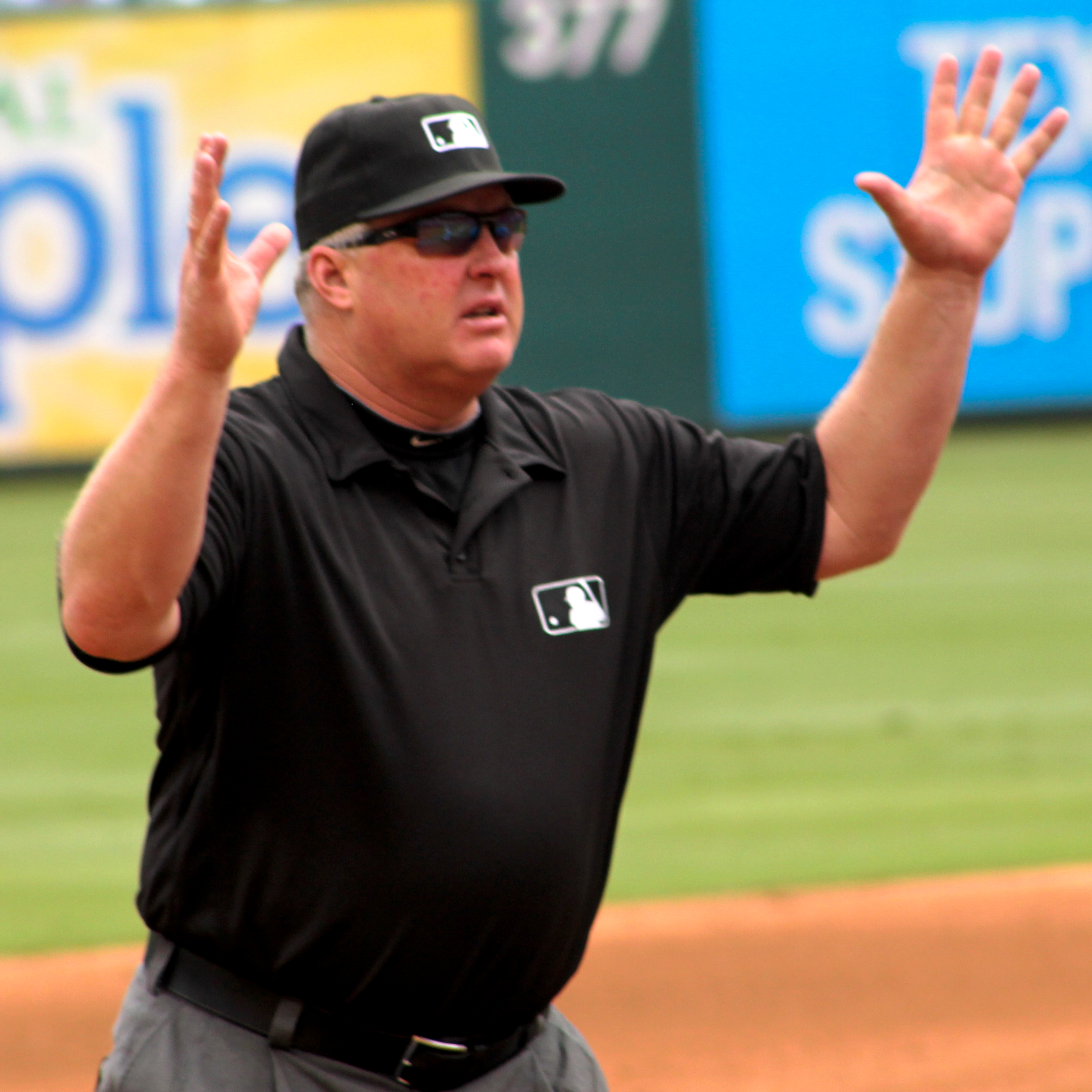
L'arbitro Bill Miller indica una balla foul

Negli stadi con un tetto retrattile o fisso, una pallina battuta è una palla foul quando:
- colpisce il tetto, le strutture a supporto del tetto o oggetti che pendono dal tetto (come luci, altoparlanti) in campo e poi cade in zona di foul
- si ferma in una qualsiasi parte del tetto sopra la zona di foul e non torna nel campo di gioco

Le regole sono diverse per ogni stadio per quanto riguarda una palla che colpisce il tetto o un oggetto sospeso in zona di foul. Alcuni considerano la pallina ancora in volo mentre altri la considerano una palla foul dal momento in cui avviene il contatto tra la palla e la struttura.
Una palla che colpisce il tetto o un oggetto sospeso in zona di gioco è una palla valida. Se rimane incastrata sopra la zona di gioco al battitore viene assegnata una battuta doppia (come accade quando una palla rimbalza nella zona di gioco e poi finisce fuori dal campo).